# Zoophthorus notaticrus
Zoophthorus notaticrus är en stekelart som först beskrevs av Thomson 1888.  Zoophthorus notaticrus ingår i släktet Zoophthorus och familjen brokparasitsteklar. Arten är reproducerande i Sverige. Inga underarter finns listade i Catalogue of Life.